# 弗里珀延迟
弗里珀延迟（Frippertronics）是英国吉他手罗伯特·弗里普（Robert Fripp）使用的一种特殊的磁带循环技术 。  它是从1960年代初电子音乐工作室中开发的磁带循环系统演变而来的，此类系统最初的使用者是作曲家特里·赖利（Terry Riley）和波琳·奥利弗罗斯（Pauline Oliveros）。弗里珀延迟因作曲家布莱恩·伊诺（Brian Eno）创作的氛围音乐专辑《Discreet Music》 (1975)而流行起来。 如今，在许多吉他数字循环效果产品（例如Boss RC-3）中依然可以找到这种效果。 

## 技术
弗里珀延迟是一个由两个并排的开盘磁带录音机组成的模拟延迟系统。这个系统经过重新配置，能使磁带从第一台机器的供带盘移动到第二台机器的收带盘，从而让第一台机器录制的声音在第二台机器上回放。 然后第二台机器的音频又回到第一台机器，使延迟的信号循环往复，同时又将新的音频混入其中。 延迟的时间（通常为3～5秒）由两台机器之间的距离控制，声音重复次数则由第二台机器上的音量控制。 
弗里普使用这种技术来动态地、实时地创造一层又一层叠加的电吉他录音。 这项技术还有一个明显的优点：所有的表演的声音可以完整地被磁带录制并无限循环。 

## 命名的由来
“ Frippertronics”一词是由诗人乔安娜·沃尔顿（Joanna Walton）于1977年5月创造。当时，弗里普的女友为他们筹划了一场在The Kitchen表演艺术空间的演出。  

## 《No Pussyfooting》的录制
弗里普首次使用这项技术是在布莱恩·伊诺的居家工作室里。经伊诺介绍，弗里普尝试将吉他演奏和两架磁带机的延迟机能向结合，于1972年9月8日录制了21分钟的作品《The Heavenly Music Corporation》，并收录于1973年Fripp＆Eno的专辑《(No Pussyfooting)》 。  随后Fripp＆Enode的另一张专辑《 Evening Star 》于1975年发行。 但是，由于做过了一些重新混音和剪辑的后期处理，这些录音并不是纯粹的磁带循环演奏。 
该延迟系统首次用于现场演出，是在1975年5月至6月间Fripp＆Eno进行的短期的欧洲巡演，该系列演出意在推广《Evening Star》。1975年5月28日在巴黎奥林匹亚剧院的演唱会录音被地下发行者定名为《Air Structures》 （2011年该音乐会的录音和伊诺的原始循环音轨正式发布下载）。 
巡回演出归来后，伊诺用借由《Discreet Music》（1975）的发行了自己用开放磁带循环系统创作个人的作品。伊诺在内页的介绍中提到：“这就是自1964年我意识到磁带录音机的音乐潜力以来，我一直在试验的长时延迟回声系统。” 

## 弗里普的相关作品
弗里珀延迟后来发展出了几个不同的版本。 在伊诺所谓的“纯弗里珀延迟”中，弗里普无需额外操作即可实时创建循环。 有时他会反向播放录音带，并在此基础上进行吉他独奏 。这种形式大多出现在他的小型非正式独奏现场，成就了他所说的“小型，便携，巧妙”这种与大型摇滚音乐会巡回演出相反的形式。 在位于罗德岛州普罗维登斯的布朗大学的Faunce House中，他就曾经举办过这样的演出。 
弗里普纯粹使用弗里珀延迟创作的作品见于1980年专辑《God Save the Queen/Under Heavy Manners 》的A面。《God Save the Queen》的音轨包含三个部分：《Red Two Scorer》、《Good Save the Queen》和“1983”。 然后他在1981年创作了《Let The Power Fall》补足了《God Save the Queen》主题下未完的部分，题为《1984》、《1985》、《1986》、《1987》、《1988》和《1989》。1981年发行的《Marriagemusic》可能是有史以来制作时间最长的单曲，时间超过11分钟。  此外，弗里普还提供了“Frippertronics”音乐会的听众私密录音（录制于1979年6月18日，在伊利诺伊州芝加哥的The Sound Warehouse），可在Discipline Global Mobile网页上获得mp3音频文件。 1978年2月5日，还有名为“Pleasures in Pieces”的2LP的盗版现场录音在纽约市的The Kitchen售卖，包含5首曲目，从近7分钟到超过24分钟不等。 这些作品的标题不是弗里普给出的。 该盗版也由不知名人士发行了CD版本。 
弗里普还在更常规的摇滚唱片中使用了弗里珀延迟的效果，用以取代通常是管弦乐队演奏的部分。 他将此称为“使用了了弗里珀延迟”。 弗里普的一些专辑以及彼得·加布瑞尔（Peter Gabriel）、大卫·鲍伊（David Bowie），戴瑞·霍尔（Daryl Hall）和The Roches的专辑都采用了这说法。 并且，《God Save the Queen/Under Heavy Manners》的B面混合了弗里珀延迟和迪斯科风格的节奏的部分，被弗里普称作“Discotronics”。 
根据埃里克·塔姆（Eric Tamm）认为 首张带有确凿弗里珀延迟音效特色的专辑是达里尔·霍尔 （ Daryl Hall）的 《 Scared Songs》 （1977年录制，1980年发行）。

## 唱片目录
- 1973 Fripp & Eno - (No Pussyfooting)
- 1975 Fripp & Eno - Evening Star
- 1977 David Bowie - "Heroes"
- 1977 Fripp & Eno - Air Structures (bootleg) live Paris 28 May 1975
- 1978 Brian Eno - Music For Films (track "Slow Water")
- 1978 Robert Fripp - Pleasures in Pieces (bootleg) live NYC 5 February 1978
- 1979 The Roches - The Roches (track "Hammond Song")
- 1979 Robert Fripp - Exposure
- 1979 Robert Fripp - The Sound Warehouse, Chicago USA (DGM official bootleg, 18 June 1979, FLAC or MP3)
- 1980 Robert Fripp - God Save the Queen/Under Heavy Manners (side one)
- 1980 The League of Gentlemen - "Marriagemusic" (side B of "Heptaparaparshinokh" single)
- 1980 Daryl Hall - Sacred Songs (tracks "Urban Landscape," "The Farther Away I Am") recorded 1977
- 1981 Robert Fripp - Let The Power Fall: An Album of Frippertronics
- 1986 David Sylvian - Gone to Earth (tracks "Gone to Earth", "Wave", "River Man", "Silver Moon")
- 1994 Fripp & Eno - The Essential Fripp & Eno (compilation)
- 2004 Fripp & Eno - The Equatorial Stars
- 2007 Fripp & Eno - Beyond Even (1992-2006) (compilation)
- 2011 Fripp & Eno - Live in Paris 28.05.1975 (official issue of Air Structures with backing loops)

## 数字化产品
“循环工作站”（loop station）是采用数字技术来模仿弗里珀延迟之模拟延迟电路的现代工业生产的效果器设备。这些设备包括但不限于一下几种：
- Boss RC-3
- Boss RC-30
- Lexicon JamMan
- ELOTTRONIX VST程序
- Expert Sleepers Augustus Loop （页面存档备份，存于） VST程序
- Audiodamage AD049 Enso Looper （页面存档备份，存于） VST程序